# Стереоселективност
Стереоселективност је карактеристика хемијских реакција које из једног почетног супстрата као производ дају смешу неједнаких количина стереоизомера. Стереоселективност може бити делимична, када се у реакцији добија већа количина једног стереоизомера у односу на други, и потпуна, ако се као производ добија само један стереоизомер. Делимична стереоселективност је веома заступљена у органским реакцијама и условљава је низ фактора, од којих се често издвајају стерне интеракције. Један од примера фаворизовања једног стереоизомерног производа у односу на други је реакција дехидрохалогеновања 2-јодбутана у којој се добија 80% trans- и 20% cis- производа (2-бутена). Потпуна стереоселективност је заступљена у природи и карактеристика је великог броја ензимских реакција. Такође је од великог значаја у асиметричним синтезама.